# Вениамин (Милов)
Епископ Вениами́н (в миру Ви́ктор Дми́триевич Мило́в; 8 (20) июля 1887, Оренбург — 2 августа 1955, Саратов) — архиерей Русской православной церкви, епископ Саратовский и Балашовский.

## Семья и образование
Родился в семье священника. Окончил Яранское духовное училище, Вятскую духовную семинарию. Учился в Казанской духовной академии, которую не закончил из-за начавшейся гражданской войны. Во время учёбы был близок к архимандриту, позднее епископу Гурию (Степанову). Окончил Московскую духовную академию со степенью кандидата богословия (1922; тема кандидатской работы: «Жизнь и учение преподобного Григория Синаита»). В этот период академия действовала неофициально, иеромонах Вениамин посещал занятия, которые проводились в Свято-Даниловом монастыре.
Магистр богословия (1948; тема диссертации: «Божественная любовь по учению Библии и Православной Церкви. (Опыт раскрытия нравственной стороны православно-христианского догмата веры из начала любви)»).

## Монах

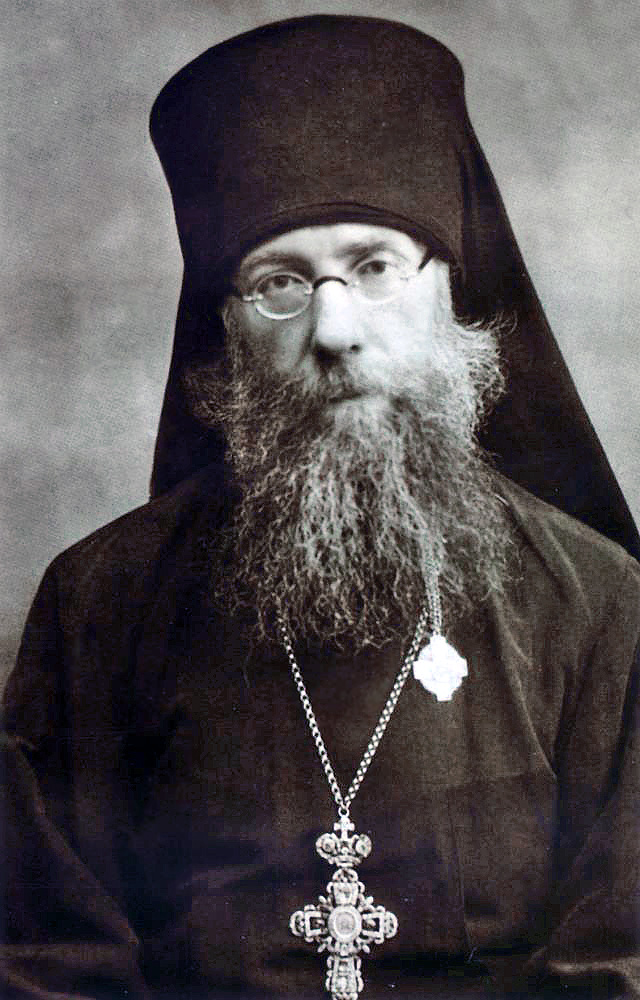

С юности интересовался монашеской жизнью. В апреле 1920 года был пострижен в монашество епископом Гурием (Степановым) в Свято-Даниловом монастыре в Москве. В том же году был возведён в сан иеродиакона и иеромонаха.
С апреля 1923 года — архимандрит, наместник Покровского монастыря в Москве (настоятелем монастыря был епископ Гурий), был известен как духовник и талантливый проповедник. В «Дневнике инока» (опубликованном посмертно) писал о многочисленных проблемах, с которыми столкнулся в те годы, о действиях властей против монастыря:

Сначала отняли колокольню и снесли её, церкви отгородили забором от жилых зданий. Потом закрыли Покровский собор, снесли часовни на кладбище, закопали могильные памятники в землю при расчистке площади кладбища под парк. Последним ликвидировали Воскресенский обительский храм. Как болезненно встречало сердце всякую такую утрату! Какая тревога и мука сжимали душу при каждой неудачной попытке отстоять закрываемые монастырские здания!
28 октября 1929 года был арестован, обвинён в нелегальном преподавании детям Закона Божия, 23 ноября того же года приговорён к трём годам лишения свободы, находился в лагере в районе Медвежьегорска. В 1932—1938 — внештатный священник в церкви великомученика Никиты во Владимире, в храме исполнял обязанности псаломщика, а литургию служил тайно на дому. 15 июня 1938 был вновь арестован, обвинён в антисоветской агитации и в членстве в контрреволюционной организации, под пытками был вынужден признать вину. 31 июля 1939 года приговорён к восьми годам лишения свободы, находился в заключении в Устьвымлаге.
15 июня 1946 года освобождён, с июля 1946 жил в братстве Троице-Сергиевой лавры. С 1946 года — преподаватель, с 1947 года — доцент, в 1948—1949 — профессор по кафедре патрологии и инспектор Московской духовной академии. Также преподавал апологетику, пастырское богословие, догматику и литургику, много проповедовал. Защитил магистерскую диссертацию, подготовленную им ещё до ареста.
10 февраля 1949 был арестован в последний раз, обвинён в участии в антисоветской организации (по материалам ещё довоенного дела). 15 апреля 1949 выслан на поселение в Казахстан. Первоначально работал сторожем в колхозе в районе города Джамбул, затем получил разрешение поселиться в этом городе, где был священником Успенской церкви.
В 1954 году освобождён из ссылки и назначен настоятелем Ильинской церкви в Серпухове.

## Архиерей
1 февраля 1955 года решением Священного Синода избран епископом Саратовским и Балашовским.
4 февраля в Богоявления Господня соборе Москвы состоялась его епископская хиротония, которую совершили: Патриарх Алексий I и Католикос-Патриарх всей Грузии Мелхиседек III, митрополит Крутицкий и Коломенский Николай (Ярушевич), митрополит Киевский и Галицкий Иоанн (Соколов), митрополит Ленинградской и Новгородский Григорий (Чуков), архиепископ Сверловский и Ирбитский Товия (Остроумов), архиепископ Тульский и Белёвский Антоний (Кротевич), архиепископ Можайский Макарий (Даев), епископ Винницкий и Брацлавский Андрей (Сухенко) и епископ Псковский и Порховский Иоанн (Разумов).
12 мая 1955 года подал прошение в Генеральную прокуратуру СССР о реабилитации, и определением судебной коллегии ВС РСФСР от 12 июня был реабилитирован «за отсутствием состава преступления».
Несмотря на тяжёлую болезнь, часто служил и проповедовал, пользовался большой популярностью среди прихожан.
Скончался 2 августа 1955 года. Похоронен на Воскресенском кладбище Саратова. Ежегодно в годовщину его смерти у могилы собираются верующие, служатся панихиды и литии. Существует народное почитание покойного архиерея, многие прихожане уверены в его святости. 8 июля 2016 (в день рождения епископа Вениамина) года на кресте на могиле появилось миро, а на оборотной стороне начало проступать изображение человеческого лика.

## Труды
статьи
- К торжеству в Троице-Сергиевой Лавре 8 октября с. г. // Журнал Московской Патриархии. 1946. — № 11. — С. 3-4.
- Торжество в Троице-Сергиевой Лавре // Журнал Московской Патриархии. 1946. — № 12. — С. 16-17.
- Пасхальное богослужение в Троице-Сергиевой Лавре 13 апреля 1947 г. // Журнал Московской Патриархии. 1947. — № 5. — С. 7-9.
- Речь за Литургией в Троице-Сергиевой Лавре в день Победы над фашистской Германией 9 мая // Журнал Московской Патриархии. 1947. — № 5. — С. 22-23.
- К торжеству в Троице-Сергиевой Лавре 18 июля 1947 г. // Журнал Московской Патриархии. 1947. — № 8. — С. 3-6.
- Церковь во имя преподобного Михея в Троице-Сергиевой Лавре // Журнал Московской Патриархии. 1947. — № 9. — С. 17-18.
- Троице-Сергиева Лавра — символ единства Руси // Журнал Московской Патриархии. 1947. — № 10. — С. 13-19.
- Патриаршее служение в Троице-Сергиевой Лавре // Журнал Московской Патриархии. 1947. — № 11. — С. 6-7.
- К 800-летию Москвы (речь в Троице-Сергиевой Лавре) // Журнал Московской Патриархии. 1947. — № 11. — С. 12-13.
- Памяти великого русского патриота // Журнал Московской Патриархии. 1948. — № 8. — С. 76-80.
- Патриаршее служение в Троице-Сергиевой Лавре // Журнал Московской Патриархии. 1948. — № 9. — С. 41-42.
- Слово на день св. князя Александра Невского // Журнал Московской Патриархии. 1948. — № 11. — С. 22-23.
- Троицкий кафедральный собор в г. Саратове (к 260-летию со времени освящения) // Журнал Московской Патриархии. 1955. — № 7. — С. 14-15.
- Преподобный Симеон Новый Богослов о цели христианской жизни // Журнал Московской Патриархии. 1979. — № 11. — С. 64-72; 1980. — № 3. — С. 63-77; № 4. — С. 68-74.
- В день памяти святого благоверного князя Московского Даниила // Журнал Московской Патриархии. 1984. — № 9. — С. 43-44.
- О блудном сыне // Журнал Московской Патриархии. 1988. — № 2. — С. 42-43.
- Чему учит нас пример Богоматери (на Сретение Господне) // Журнал Московской Патриархии. 1989. — № 2. — С. 44-45.
- О самолюбии // Журнал Московской Патриархии. 1991. — № 6. — С. 45.
- О действии благодати Духа Святого (слово в день Святой Троицы 30 мая/12 июня 1927 года) // Журнал Московской Патриархии. 1995. — № 6-8. — С. 60-62.
- Три истины (слово в день Святого Духа) // Журнал Московской Патриархии. 1995. — № 6-8. — С. 62-63

книги
- От врат Рая до райских врат: О цели христианской жизни по творениям преподобного Симеона Нового Богослова. М. 1997
- Дневник инока. Письма из ссылки. Сергиев Посад, 1999.
- Крупицы Слова Божия. Проповеди 1928, 1946—1949 гг. Сергиев Посад, 1999.
- Пастырское богословие. М., 2002
- Чтения по литургическому богословию. Киев, 2004